# Cruz patriarcal

Cruz patriarcal

Cruz patriarcal ou cruz dobrada é uma variante da cruz cristã, o símbolo do cristianismo. Similar à cruz latina, a patriarcal possui um braço menor acima do maior, com ambos mais próximos do topo que da base. Às vezes, a cruz patriarcal traz também um terceiro braço mais curto, inclinado, perto da base e esta versão é chamada de cruz ortodoxa. Ela é muito utilizada na iconografia greco-bizantina, da Europa oriental e da Igreja Ortodoxa.
O símbolo apareceu no Império Bizantino no século X e rapidamente ganhou popularidade. Por muito tempo acreditou-se ter sido um presente do papa a Santo Estêvão da Hungria como símbolo da fé apostólica do Reino da Hungria. Já desde 1190, a cruz dobrada é um dos principais elementos no brasão húngaro, que na época era governado por Béla III, que havia sido criado na corte bizantina.
Ao contrário da cruz cristã normal, o simbolismo e significado da cruz dobrada ou patriarcal não é bem compreendido. Uma vertente diz que essa trava menor seria a placa colocada com o "Título" de Cristo, INRI (Iesus Nazarenus Rex Iudaeorum, "Jesus Nazareno, ou de Nazaré, Rei dos Judeus" em latim).

## Outras variações
A cruz ortodoxa (ou "cruz russa") pode ser considerada uma versão modificada da cruz patriarcal, com dois braços menores adicionais, um perto do topo, perpendicular, e outro perto da base, inclinado. Nas representações mais antigas (e ainda hoje na Igreja Ortodoxa Grega), o braço perto da base está perpendicular ou inclinado para cima. Nas tradições eslavas posteriores, ela passou a ser representada inclinada, com o lado à esquerda de quem vê sendo geralmente o mais alto. Entre 1577 e 1625, a cruz aparecia entre as cabeças da águia bicéfala no brasão de armas da Rússia.
Uma outra forma da cruz patriarcal foi utilizada pela dinastia Jagiellon da Polônia e aparece atualmente no brasão de armas da Lituânia no escudo de um cavaleiro. Está também no distintivo da Força Aérea Lituana e no mais alto mérito por bravura do país, a Ordem da Cruz de Vytis.
A cruz patriarcal aparece também no "Pahonia", utilizado várias vezes no brasão de armas da Bielorrússia.

## Galeria

Cruz patriarcal
Brasão de arcebispo metropolitano católico (versão com o pálio)
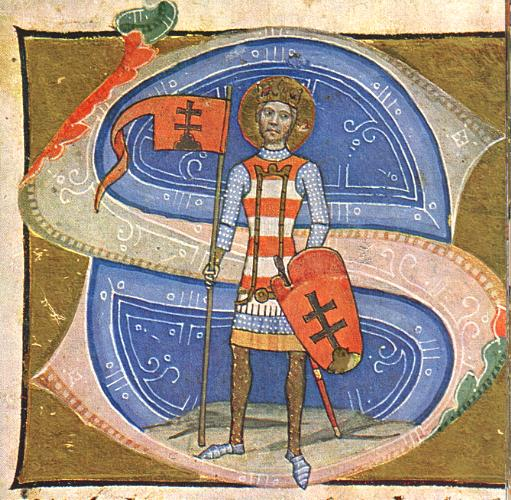
Santo Estêvão da Hungria, o primeiro rei da Hungria (r. 1000–1038).
Brasão da Hungria na época de Béla III da Hungria
Brasão da Hungria
Brasão da Eslováquia
Brasão de Jogaila da Lituânia
Brasão da Lituânia, com a cruz patriarcal no escudo do cavaleiro
Pahonia, utilizado como Brasão da Bielorrússia
Brasão de Nitra
Brasão de Skalica
Distintivo da Força Aérea Lituana
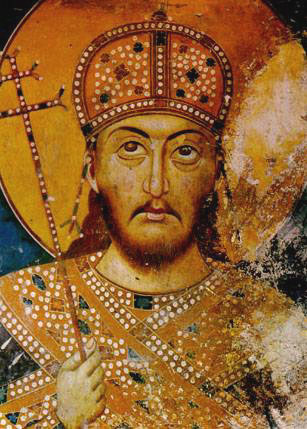
Estêvão Uresis IV segurando a cruz patriarcal